# Cafetière à piston

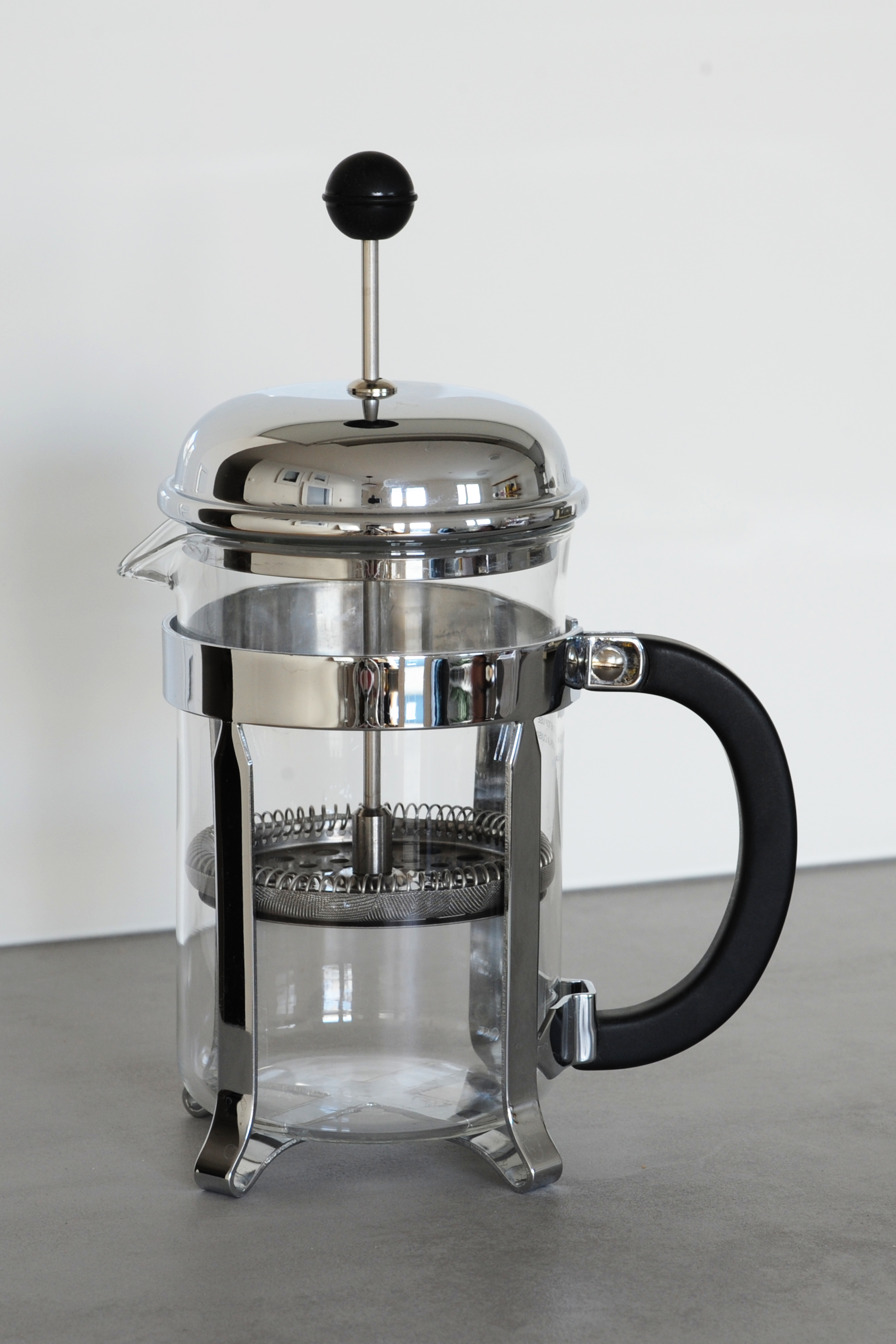
Cafetière à piston

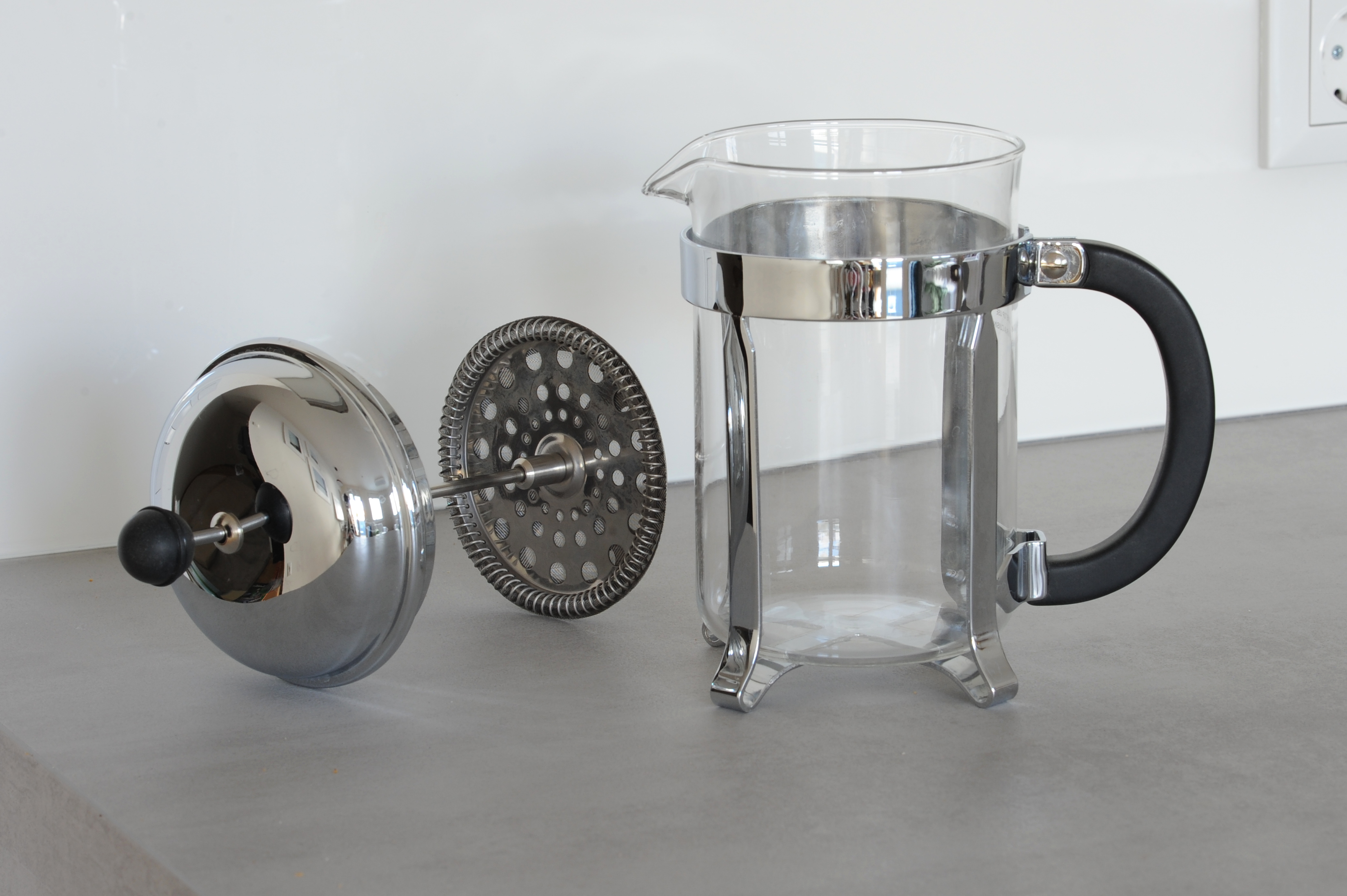
Cafetière à piston démontée

Une cafetière à piston est un système simple permettant de faire du café. Un brevet est déposé par un Français, Marcel-Pierre Paquet dit Jolbert, publié officiellement le 5 août 1924 sous le numéro no 575.729.
L'appareil peut aussi servir à la préparation du thé et des tisanes.

## Appellations
En France, la cafetière à piston est aussi appelée par une marque utilisée comme nom : la cafetière Mélior ou Bodum[réf. nécessaire]. En Italie, elle est dénommée “French Press”. En Nouvelle-Zélande, Australie et Afrique du Sud l'appareil est connu sous le nom de coffee plunger et le café obtenu est un plunger coffee. Aux États-Unis, au Canada et en Suède, elle est désignée French press ou coffee press. Au Brésil elle est connue comme French press ou bien cafeteira francesa. Au Royaume-Uni et aux Pays-Bas on la trouve sous le terme de « cafetière ». En Argentine l'appareil est connu sous le nom de  « cafetera francesa ».

## Histoire et conception

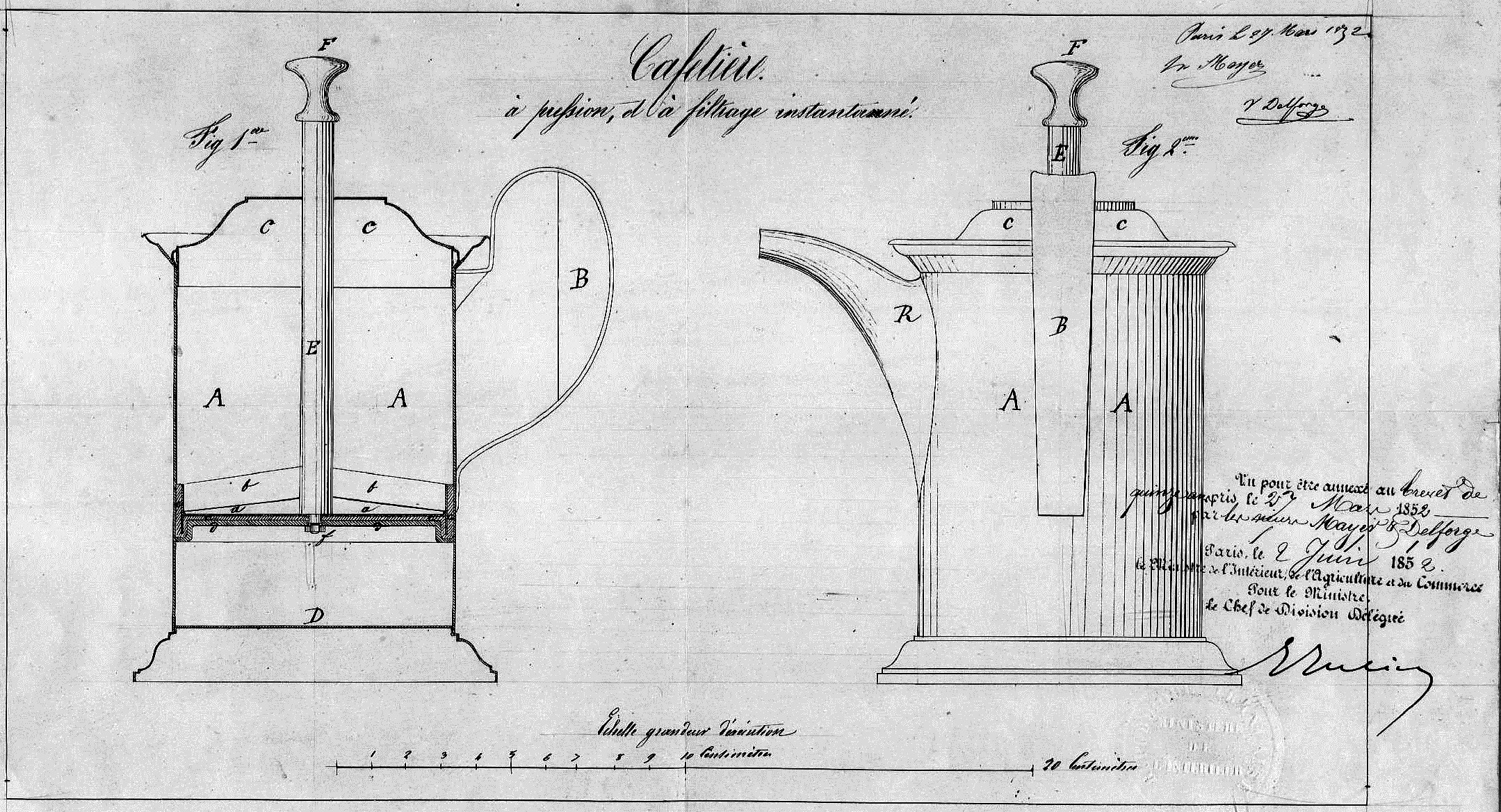
Brevet de Mayer et Delforge, 1852.

La première cafetière à piston est peut-être apparue en France sous une forme rudimentaire : un morceau de métal perforé ou un coton à fromage fixé à une tringle et que l'utilisateur peut introduire dans une bouilloire. 
Deux inventeurs français (Mayer et Delforge) ont breveté en 1852 un appareil précurseur de la cafetière à piston.
Un autre brevet est déposé par un Français, Marcel-Pierre Paquet dit Jolbert, publié le 5 août 1924. Un autre est déposé en 1929 par le Milanais Attilio Calimani. Après avoir subi un certain nombre de modifications, un dernier brevet est déposé en 1958 par Faliero Bondanini qui lance la production en France (dans une usine française de clarinettes, Martin SA) où elle gagne en popularité. Les cafetières à piston sont ensuite distribuées en Europe par la société britannique Household Articles Ltd. La société française Martin SA, fabricant de la cafetière Mélior, est rachetée en 1991 par la société danoise d'articles ménagers Bodum.
La cafetière moderne, popularisée en France dans les années 60 sous la marque « Mélior », est constituée d'un étroit bécher cylindrique en verre ou en plastique, équipé d'un couvercle et d'un piston en plastique ou métal bien ajusté au cylindre et disposant d'un filtre en nylon ou en maillage métallique fin.

## Préparation
Une cafetière à piston nécessite une mouture un peu plus grossière que pour une cafetière à filtre, pour éviter que le marc ne passe à travers le filtre de la presse.
L'infusion du café est obtenue en plaçant le café moulu au fond du récipient et en y ajoutant de l'eau chaude (85 °C) dans les proportions d'environ 60 g de café par litre d'eau. On recouvre ensuite le mélange pour le laisser infuser pendant une durée de quelques minutes (entre deux et quatre minutes). Puis, on enfonce le piston et on le laisse au fond du récipient. On peut alors laisser décanter un peu ou servir le café immédiatement. Si le café infusé est laissé au contact des grains moulus usagés, il peut devenir très fort et un peu amer, ce qui est parfois un effet recherché par les utilisateurs de ce type de cafetières.